# Galium nankotaizanum
Galium nankotaizanum là một loài thực vật có hoa trong họ Thiến thảo. Loài này được Ohwi mô tả khoa học đầu tiên năm 1934.